# 自画像 (ティツィアーノ、絵画館)
『自画像』（じがぞう、伊: L'Autoritratto, 西: El autorretrato, 英: The Self-Portrait）は、ルネサンス期のヴェネツィア派の巨匠ティツィアーノ・ヴェチェッリオが1550年から1555年ごろに制作した自画像である。油彩。ティツィアーノの現存する2点の自画像のうちの1つで、現在はベルリンの絵画館に所蔵されている。もう1点の『自画像』はマドリードのプラド美術館に所蔵されている。

## 作品

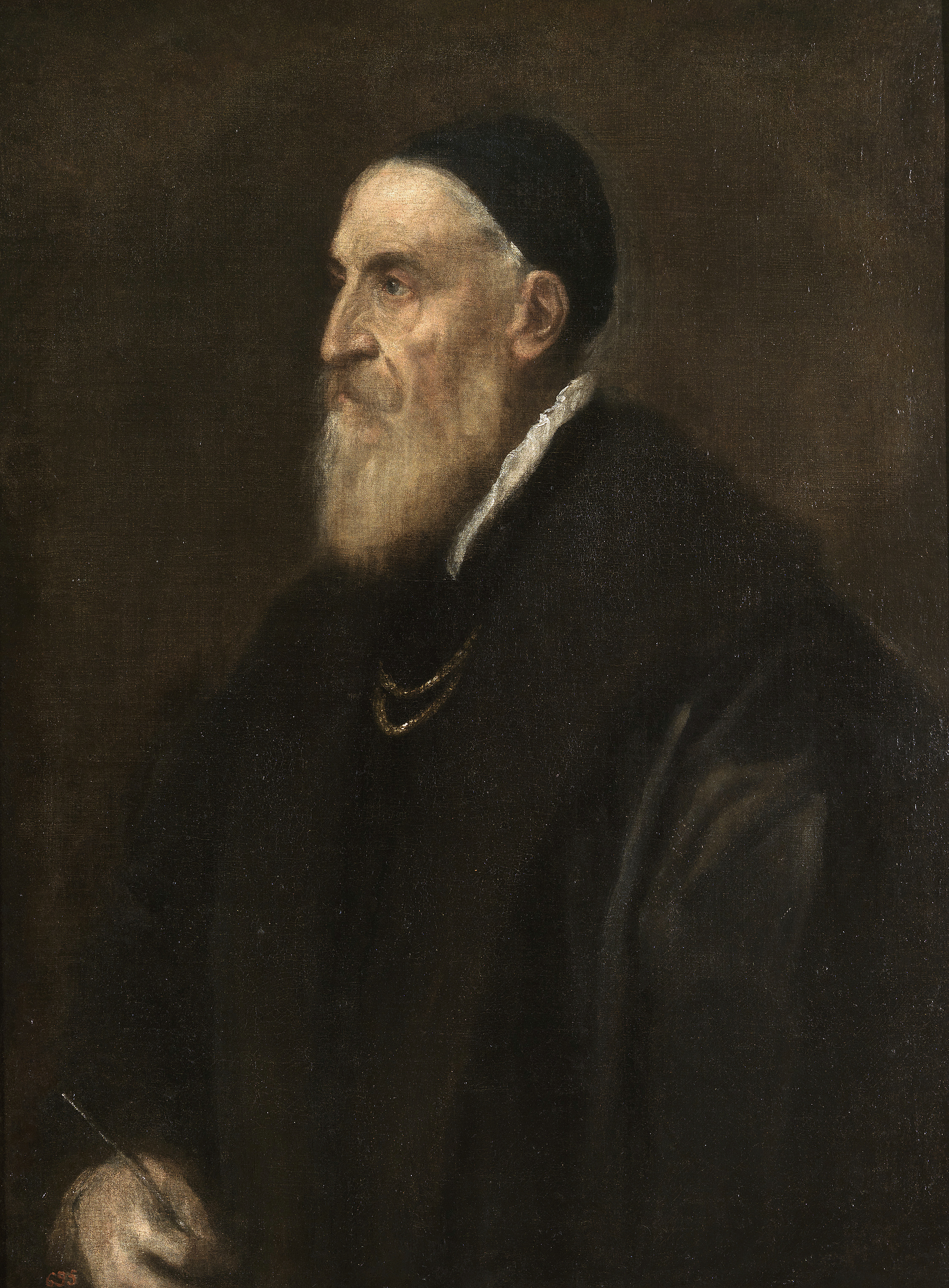
『自画像』、プラド美術館、1562年ごろ。

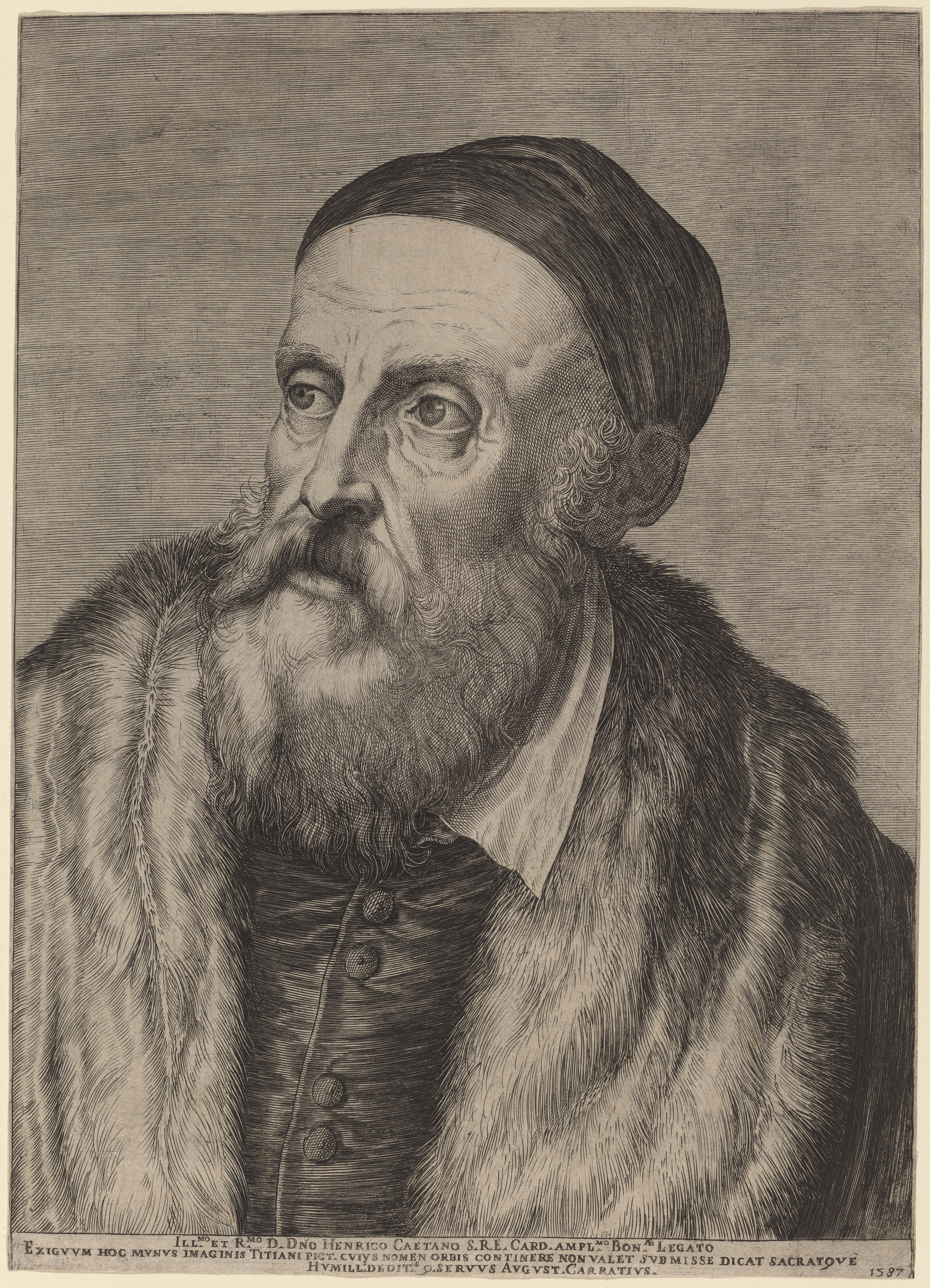
アゴスティーノ・カラッチの1587年の版画『ティツィアーノの肖像』。おそらく本作品に基づいている。

ティツィアーノは70歳ごろの自身の自画像を描いている。画面の中のティツィアーノはカリスマ性をともなう強い存在感を放っているが、これは自らを内向性の強い性格として描いていことと対照的である。
画家は白いシャツの上に毛皮で縁取られた腕のない上着を着て、頭には黒い帽子をかぶり、画面左下前景に置かれたテーブルの向かい側に座って、右手をテーブルの上に、左手を左足の太股の上に置き、顔を上げて画面右上を見つめている。上着の間からは三重の金の鎖のネックレスがのぞいており、白いシャツによって鮮やかに映えて見える。このネックレスは1533年に神聖ローマ皇帝カール5世から与えられたものである。その一方で、ティツィアーノはキャンバスや絵筆、パレットなど、画家であることを暗示させるものを描き込んでいない。
ティツィアーノは実年齢よりも力強く若々しく描いているようである。完成しているのは顔だけであり、それ以外の部分、手や袖は未完成のまま残されている。

### 図像的源泉
ティツィアーノは自画像に関して、知識人を描く際の慣習的な表現方法を用いた。一例としてラファエロ・サンツィオの『トマーソ・インギラーミの肖像』（Ritratto di Tommaso Inghirami）が挙げられる。ファロミールはヴェネト地方で活躍した彫刻家ダネーゼ・カッターネオが制作した『ラッツァロ・ボナミコのブロンズ胸像』（Bronze portrait bust of Lazzaro Bonamico）を挙げている。

### 制作年代
肖像画の制作年代については研究者の間で意見が割れている。様式的には1560年代初頭の制作と技法に対応している。厚塗りの適用、素早い筆さばき、そして光があふれる絵画表面は老境に入ったティツィアーノの作風の特徴である。これはちょうどティツィアーノが特にサン・サルバドール教会のために『受胎告知』（L'Annunciazione）やスペイン国王フェリペ2世のために《ポエジア》連作を制作した時期にあたる。
何人かの研究者は本作品を記録に残されている自画像と同一視している。それは1549年に人文主義者パオロ・ジョヴィオがコモに建設した博物館に展示するためティツィアーノに発注した自画像や、ピエトロ・アレティーノの手紙に基づいて1550年の作とされるジョヴァンニ・ブリットの木版画のバージョン、ジョルジョ・ヴァザーリが1568年に「4年前に完成した」と言及している晩年の自画像などである。しかし、ティツィアーノが制作したとされるこれらの自画像は、実際の様式が示す制作年代から外れている。美術史家マイケル・ジャッフィはパオロ・ジョヴィオのバージョンと同一視する説に従い、2003年に本作品の制作年代を1546年から1547年ごろとしている。また本作品は完成した作品とは考えられていないため、ヴァザーリが見たバージョンであるとは考えにくいが、ヴァザーリはしばしば信憑性に欠けるため、可能性は十分に考えられる。
こうした様々な説に対して、プラド美術館館長のミゲル・ファロミール・ファウスはパオロ・ジョヴィオのバージョンの記念として制作された複製と見なしている。

## 来歴
自画像はおそらくティツィアーノの工房に残されていた作品の1つで、1581年にティツィアーノの息子ポンポーニオ・ヴェチェッリオ（Pomponio Vecellio）が自宅を在庫ごとクリストフォロ・バルバリゴ（Cristoforo Barbarigo）に売却したのち、ヴェネツィアのバルバリゴ邸（Casa Barbarigo）に保管されていた。1815年に画家・美術収集家・美術史家のレオポルド・チコニャーラによって購入され、さらにエドワード・ソリーに売却された。ソリーは1821年に3000点にも及ぶコレクションをプロイセンに売却し、これにより自画像は絵画館に収蔵された。

## 影響
ランバート・スアヴィウス（Lambert Suavius）とアゴスティーノ・カラッチは、本作品あるいは完成度の高い別のバージョンを用いてエングレーヴィングを制作している。現在、両作品はティツィアーノの最も再現された肖像画となっている。

## ギャラリー
関連作品

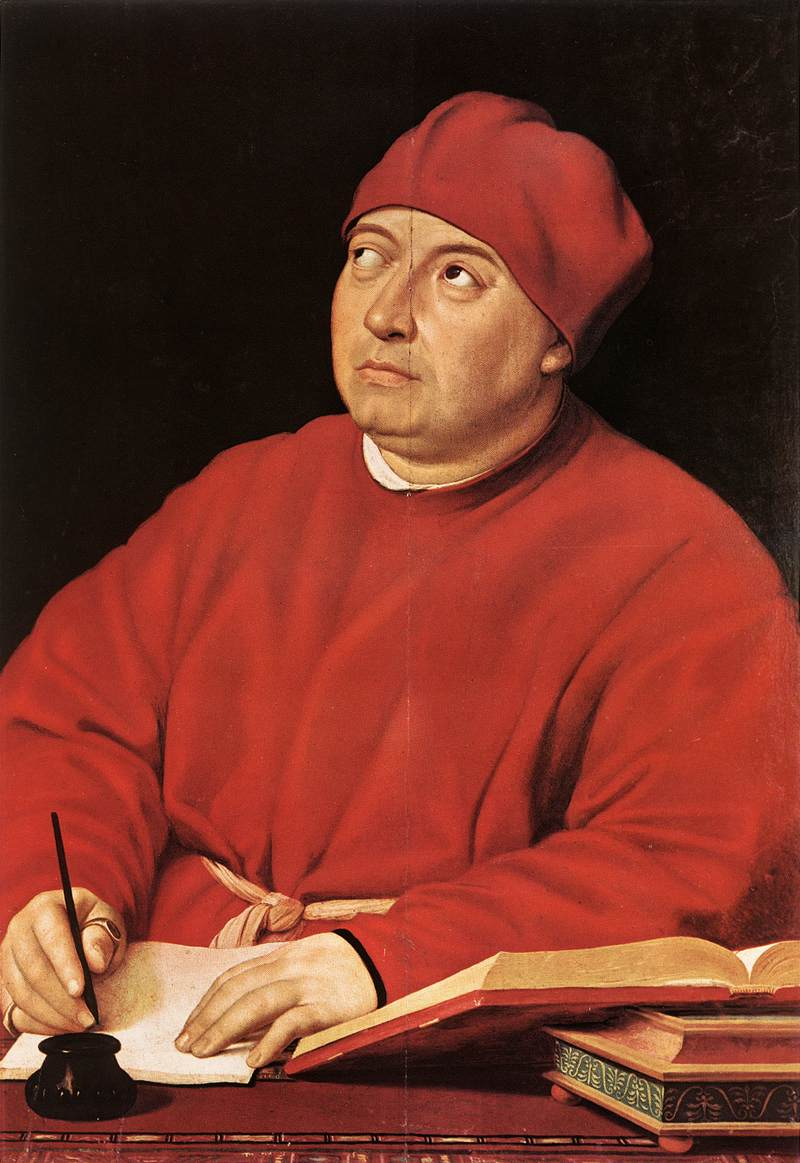
ラファエロ・サンツィオ『トマーソ・インギラーミの肖像』1510年-1511年ごろ パラティーナ美術館所蔵
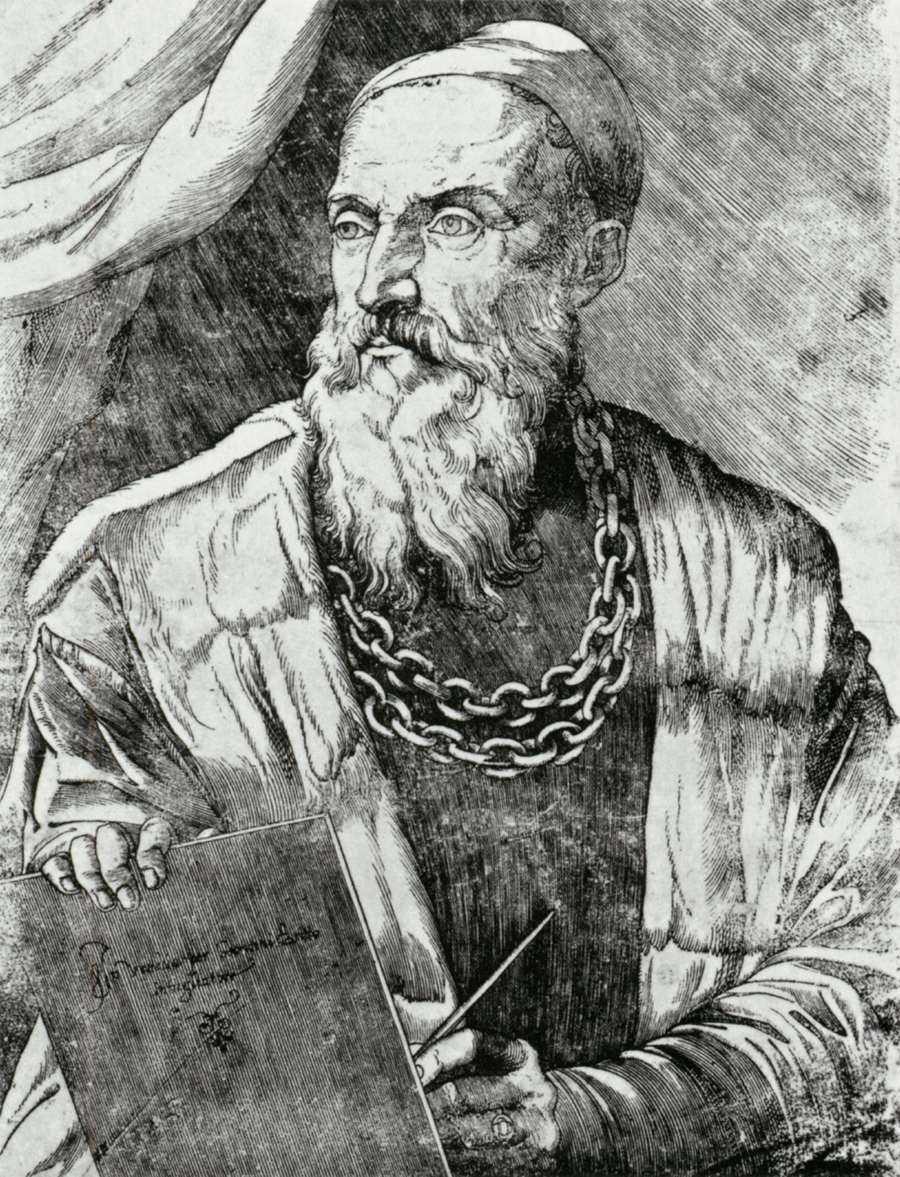
ジョヴァンニ・ブリット（英語版）『ティツィアーノの肖像』1550年ごろ
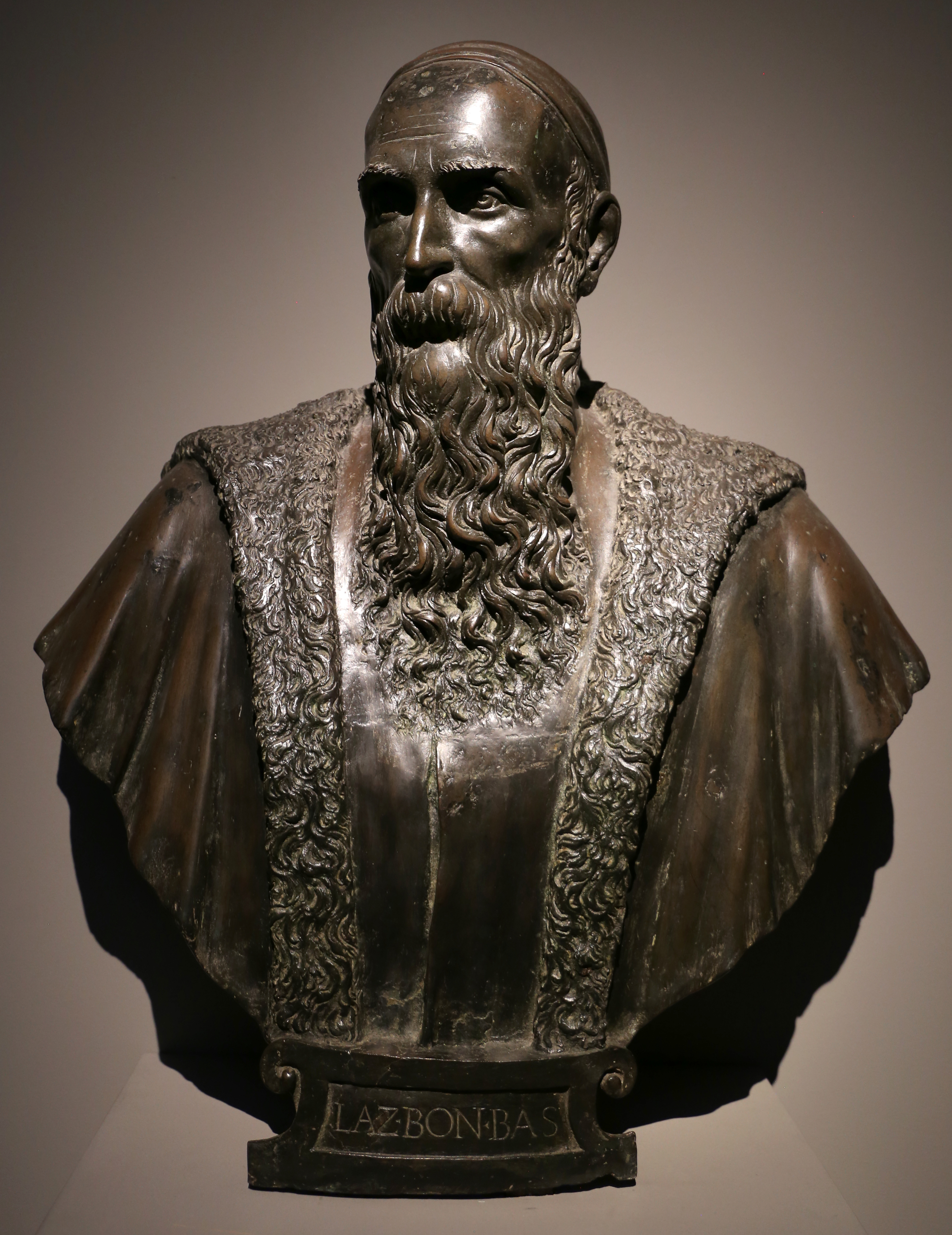
ダネーゼ・カッターネオ（英語版）『ラッツァロ・ボナミコのブロンズ胸像』1554年ごろ バッサーノ・デル・グラッパ市立美術館（英語版）所蔵